# NGC 6441
NGC 6441 је збијено звездано јато у сазвежђу Шкорпија које се налази на NGC листи објеката дубоког неба.
Деклинација објекта је - 37° 3' 2" а ректасцензија 17h 50m 12,9s. Привидна величина (магнитуда) објекта NGC 6441 износи 7,2. NGC 6441 је још познат и под ознакама GCL 78, ESO 393-SC34.